# Crossorhombus kanekonis
Crossorhombus kanekonis és un peix teleosti de la família dels bòtids i de l'ordre dels pleuronectiformes.

## Distribució geogràfica
Es troba a les costes del sud del Japó i Taiwan.